# Zbawienie dla gejów?
Zbawienie dla gejów? (ang. For the Bible Tells Me So, dosł. Ponieważ tak każe mi Biblia) – amerykański film dokumentalny w reżyserii Daniela G. Karslake'a, traktujący o usiłowaniu stygmatyzacji homoseksualizmu przez amerykańskich fundamentalistów religijnych. Światowa premiera filmu miała miejsce podczas Sundance Film Festival w 2007 roku.
W filmie zamieszczono wywiady między innymi z kilkoma rodzinami znanymi ze swojego przywiązania do religii, w których dzieci okazały się być orientacji homoseksualnej, w tym rodziny polityka Dicka Gephardta (córka lesbijka) oraz Gene'a Robinsona (pierwszy zadeklarowany gej nominowany na biskupa amerykańskiego Kościoła episkopalnego).
Film spotkał się z pozytywnym przyjęciem krytyków. W serwisach Rotten Tomatoes i Metacritic, gromadzących recenzje, otrzymał – odpowiednio – 98% i 73/100. Zdobył również kilka nagród na prestiżowych festiwalach filmowych i dokumentalnych.
19 listopada 2007 roku Amerykańska Akademia Sztuki i Wiedzy Filmowej umieściła 
Zbawienie dla gejów? na liście piętnastu filmów, które pretendowały do nagrody Oscara w dziedzinie dokumentu. Lista została ograniczona do pięciu tytułów 22 stycznia 2008 roku, jednakże ostatecznie dokument Karslake’a nie znalazł się w finałowej piątce.
W Polsce film wyemitowany został przez telewizję Planete. Jego premiera miała miejsce 28 lutego 2009 roku w godzinach wieczornych. Wraz z filmem Homoseksualizm w krainie półksiężyca wszedł w skład cyklu Homoseksualiści a religia.